# José Mingorance
José Mingorance Chimeno (Castro de Sanabria, Zamora, España, 10 de abril de 1938) es un exentrenador y exfutbolista español que se desempeñaba como defensa.

## Clubes
| Club             | País   | Año       |
| ---------------- | ------ | --------- |
| Granada C. F.    | España | 1959-1961 |
| Córdoba C. F.    | España | 1962-1965 |
| R. C. D. Español | España | 1965-1970 |
| Córdoba C. F.    | España | 1970-1971 |

José nació en la provincia de Zamora, de la cual es uno de los dos jugadores (junto a José Iglesias Fernández "Joseíto") que la han representado internacionalmente jugando 35 minutos en su primera y única titularidad contra la Selección de fútbol de Escocia en un partido de preparación para la Eurocopa 1964. El resultado fue de 2-6 favorable al cuadro de Dennis Law y es recordada como una de las derrotas más sonrojantes de Selección de fútbol de España. A nivel de clubes debutó con solo 21 años en el Nuevo Los Cármenes en el Granada C. F..
Córdoba C. F.
Su etapa más fructífera la vivió en el Córdoba C. F. siendo considerado el mejor defensor central de la historia del club por quienes le vieron jugar. Fue titular importante en la época dorada del club andaluz consiguiendo una proeza recibiendo solo 2 goles en 15 partidos como local en El Nuevo Arcángel, uno en propia puerta y otro anotado por un jugador de clase mundial como Di Stéfano. Los blanquiverdes finalizaron quintos en la mejor temporada de su historia.
A día de hoy sigue siendo el único jugador que ha recibido una llamada del seleccionador vistiendo la camiseta del equipo cordobés.